# دوم کاسته

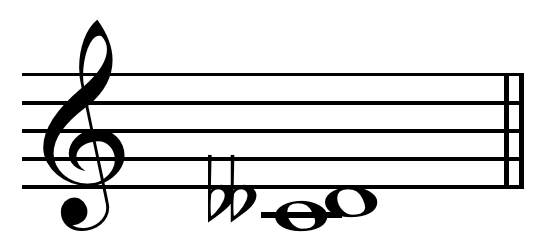
دوم کاسته از نت «دو» تا «ر دوبل بمل»

دوم کاسته (انگلیسی: Diminished second) فاصله ای در موسیقی کلاسیک است که با کاستن نیم‌پرده کروماتیک از فاصله دوم کوچک به وجود می‌آید. معکوس آن هفتم افزوده و فاصله مترادف، یکم درست است. دوم کاسته در رده‌بندی، فاصله ای «ناشناخته» است اما چون مترادف  «یکم درست» است، «مطبوع» شناخته می‌شود. فاصله دوم کاسته از نت پایه، صفر است ولی در سیستم «کمای هلدری» ۵۰ سنت اختلاف وجود دارد